# Bastetani

Il territorio dei Bastetani in rosso

I Bastetani o Bastuli o Mastiani erano un antico popolo pre-romano, di lingua pre-indoeuropea, appartenente alla stirpe degli Iberi. 
Il loro territorio denominato "Bastetania" era situato mella parte sud-est della penisola iberica, in un territorio oggi appartenente alle provincie di Albacete, Almería, Granada, Jaén, Málaga e Murcia. I suoi domini si estendevano da Baria, odierna Villaricos (Almería) fino a Bailo (Cadice), comprendendo zecche importanti come Malaka, Abdera, Sexi o Carteia. Altre città bastule erano Acci, Iliberri, Arkilaquis e Tútugi. Il loro territorio confinava con quello degli Oretani a nord, i Contestani a est e i Turdetani a ovest.

Localizzazione della Bastetania nelle attuali province del Sud-est della penisola iberica.

Alcuni attribuiscono erroneamente al popolo di Jaén di Baeza l'origine del nome "Bastitania". L'antica capitale Basti si trova a circa cinque chilometri dall'attuale città di Baza, nella provincia di Granada. Essa comprende due necropoli e una città cinta di mura in cui si trovano il nucleo iberico e quello romano. 
I bastetani furono un popolo semitizzato e assimilato da Strabone ai Bastuli, ma Plinio e Tolomeo li differenziano, ponendo i Bastetani nell'entroterra e i Bastuli lungo la costa. Strabone ci dice che provengono dalla zona di Alicante o un po' più verso l'interno. Entrambi comunque occuparono la costa e parte dell'entroterra del sud-est della penisola iberica.

## Economia
La Bastetania era nota per i giacimenti minerari, le cui miniere di Cartagena furono sfruttate da tutte le genti che vi si stabilirono. Nei dintorni della città veniva coltivato lo sparto che inizierà ad essere commercializzato dai Cartaginesi. Si produceva inoltre il garum e si praticava la salagione, di tradizione mediterranea e di gran commercializzazione.

## Arte

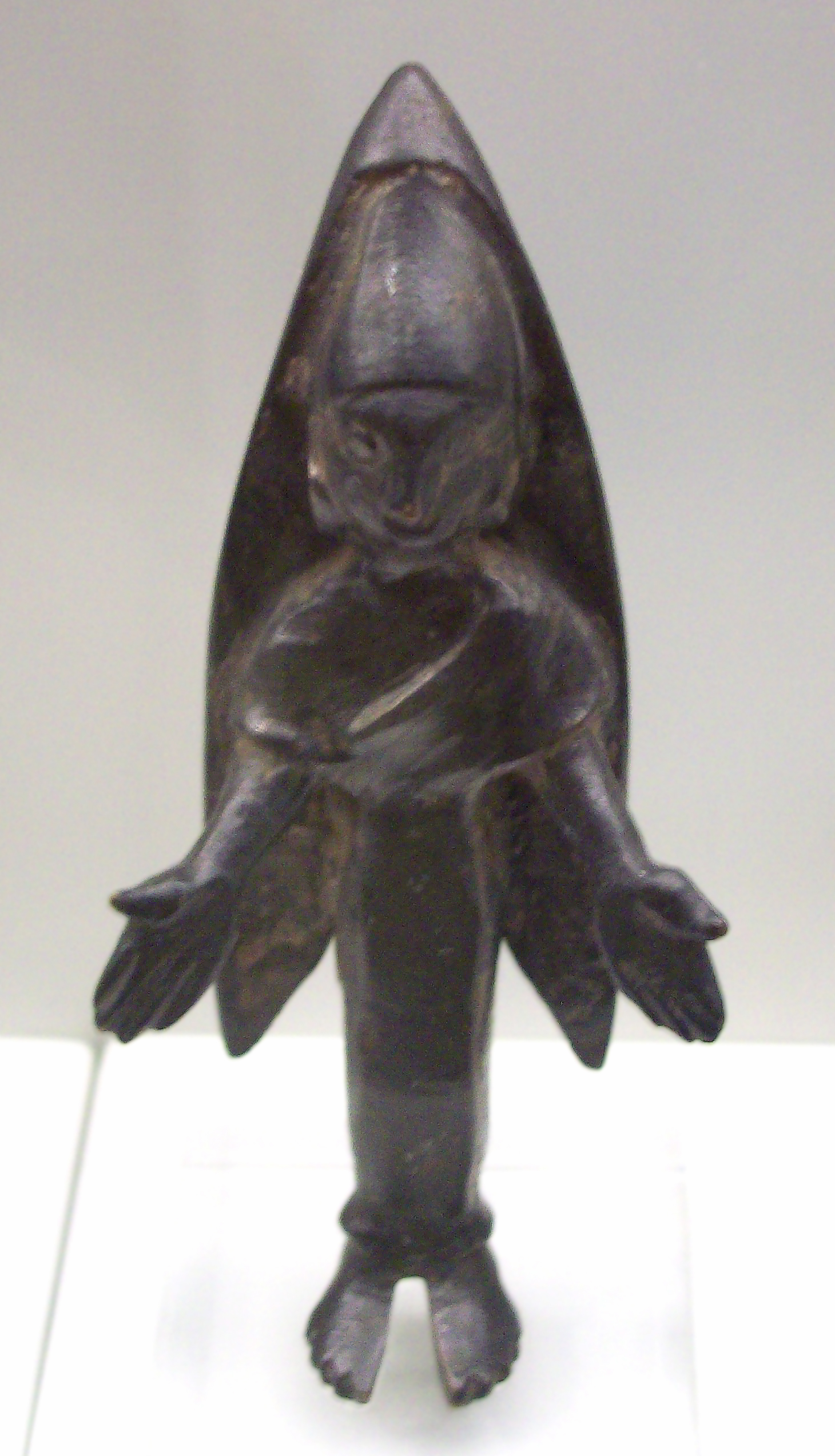
Figura femminile bastetana in bronzo.

Sulla collina di Cepero venne rinvenuta la scultura più significativa dell'arte iberica, la cosiddetta Dama di Baza, ora al Museo archeologico nazionale di Spagna di Madrid. Insieme a questi importanti corredi si trovano oggetti in ceramica policroma.